# Office for Metropolitan Architecture
La Office for Metropolitan Architecture (OMA) es una destacada firma internacional dedicada a la arquitectura contemporánea, el urbanismo y el análisis cultural. 

## Historia
Fundada en 1975 por el arquitecto holandés Rem Koolhaas y su colega griego Elia Zenghelis, conjuntamente con Madelon Vriesendorp y Zoe Zenghelis. También estuvo brevemente integrada por una joven Zaha Hadid, que pronto se independizaría.
La oficina está dirigida por seis socios:
- Rem Koolhaas
- Victor van der Chijs (director gerente)
- Ellen van Loon
- Reinier de Graaf
- Iyad Alsaka
- David Gianotten
- Shohei Shigematsu

Para atender a la amplia gama y diversidad de proyectos que se desarrollan a nivel mundial, OMA dispone de oficinas en Europa (OMA Rotterdam), Norteamérica (OMA New York) y Asia (OMA Beijin & Hong Kong).

## AMO
AMO es un gabinete de investigación y catalizador de ideas -con una práctica conceptual equivalente a la que realiza OMA en arquitectura- que opera en aquellas áreas situadas más allá de los límites de la arquitectura y el urbanismo, como la sociología, la tecnología, los medios de comunicación y la política. En la actualidad, AMO trabaja para el Museo del Hermitage de San Petersburgo y para la casa de modas Prada, además de realizar algunos estudios para la Unión Europea y para varios proyectos de OMA.